# Província d'Inquisivi

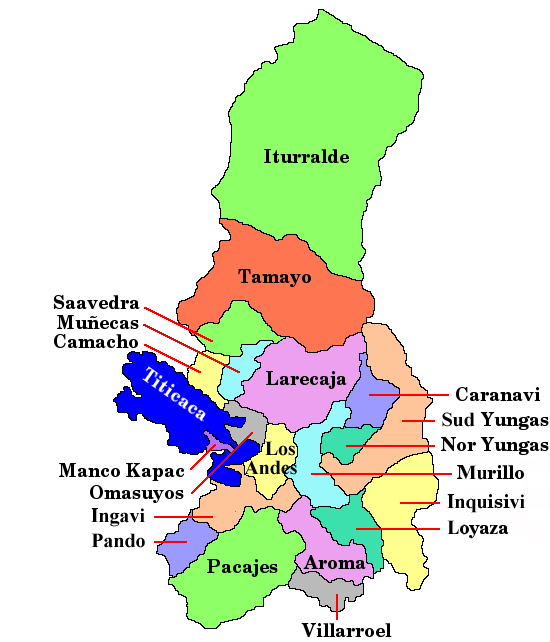
Les províncies del Departament de La Paz

La província d'Inquisivi és una de les 20 províncies del Departament de La Paz a Bolívia. La seva capital és Inquisivi.